# Troickoe
Troickoe (in russo Тро́ицкое?; in calmucco Булһун) è un villaggio della Russia, situato in Calmucchia. Fondato nel 1862 con il nome di Bulgun-Sala. Appartiene al rajon Celinnyj del quale è il centro amministrativo.
Il villaggio si trova nella valle del fiume Bulgun (affluente del Jaškul'), 14 km a nord della città di Ėlista.